# Sativa Rose
Sativa Rose (Guadalajara, 21 januari 1984) is een Mexicaanse pornoactrice in de Amerikaanse porno-industrie.

## Carrière
Ze begon in 2003 met haar werk in de porno-industrie en had eind 2009 in meer dan 350 films gespeeld. Ze is ook op meerdere internetsites te zien. In 2004 is ze begonnen met anale seks in films. Begin 2010 heeft ze haar borsten laten vergroten.

## Filmografie (selectie)
- Sisters Have More Fun (2016)
- Lesbian Farewells (2013)
- Latin Adultery 20 (2012)
- Horny Spanish Fly 2 (2012)
- Lucky Lesbians 5 (2010)
- Britney Rears 4: Britney Goes Gonzo (2007)
- Dirty Tortilla (2007)
- Girlgasmic (2007)
- Lusty Latinas (2007)
- My Dirty Mexican Maid (2007)
- Pretty Pussies Please 3 (2007)
- The Fantasstic Whores 3 (2007)
- Hellcats 11 (2006)
- Latina Squeeze (2006)
- Playgirl: Illicit Affairs (2006)
- The Whole Enchilada (2006)
- Barely Legal School Girls 2 (2006)
- 20 Teens Who Love to Suck Cocks (2005)
- Friday's Oral Junkies (2005)
- Girls Love Girls (2005)
- Mexicunts (2005)
- Slut School (2005)
- Teenage Spermaholics 3 (2005)
- Her First Lesbian Sex Vol. 6 (2005)
- Once You Go Black 4 (2005)
- Catwoman Goes Naked (2004)
- Cream Pie for the Straight Guy (2004)
- Double Cum Cocktails (2004)
- Girls Home Alone 22 (2004)
- Hot Latin Pussy Adventures 33 (2004)
- Latin Hoochies 2 (2004)
- Nasty Hardcore Latinas (2004)
- Naughty College School Girls 32 (2004)
- No Man's Land: Latin Edition 5 (2004)
- Pussy Playhouse 8 (2004)
- Service Animals 17 (2004)
- Sombrerhos (2004)
- Specs Appeal 18 (2004)
- Spread Your Legs (2004)
- Stick It in My Face! 3 (2004)
- Strap Attack (2004)
- Strip Tease Then Fuck 5 (2004)
- Teen Cum Squad (2004)
- Teen Latin Dolls 2 (2004)
- Threesomes (2004)
- Uniform Babes: Conduct Unbecumming (2004)
- Young Latin Girls 11 (2004)
- Young Tight Latinas 7 (2004)
- The Pool Party (2004)
- Young, Fresh and Ripe (2003)

## Prijzen
- 2003: nominatie XRCO Award - Best Three-Way - Initiations 12 (met Olivia O'Lovely en Lexington Steele)[1]
- 2004: nominatie AVN Award - Best Three-Way Sex Scene, Video - Initiations 12 (met Olivia O'Lovely en Lexington Steele)[2]
- 2005: nominatie AVN Award - Best Group Sex Scene, Video - Double Cum Cocktails (met Lani Lei, Dirty Harry & Brett Rockman)[3]
- 2005: nominatie XRCO Award - Unsung Siren[1]
- 2006: nominatie AVN Award - Best Oral Sex Scene, Video - Oral Junkies (met Joe Friday)[4]
- 2007: nominatie AVN Award - Best Anal Sex Scene, Video - Hellcats 11 (met Richard Kline)
- 2007: nominatie AVN Award - Best All-Girl Sex Scene, Video - Girls Love Girls (met Brianna Love)
- 2007: nominatie AVN Award - Female Performer of the Year[5]
- 2008: nominatie AVN Award - Best Tease Performance - Pretty Pussies Please 3
- 2008: nominatie AVN Award - Best Anal Sex Scene, Video - Pretty Pussies Please 3 (met Jean Val Jean)[6]
- 2009: nominatie AVN Award – Best All-Girl Group Sex Scene - Girlgasmic[7]